# Pagothenia borchgrevinki
Pagothenia borchgrevinki é um peixe criopelágico do Oceano Antártico. Proteínas anticongelantes no seu sangue previnem que o peixe congele nas temperaturas abaixo de zero graus da Antártida. Pode ser encontrado no Mar de Weddell, no Mar de Ross, no Mar de Davis, na Baía Vincennes e à volta da Costa de Budd, na Península Antártica, nas Órcades do Sul e nas Ilhas Shetland do Sul.
Cresce até um comprimento de 28 cm, e é amarelo com manchas escuras e barras irregulares. As barbatanas dorsais e caudais podem também por vezes ter manchas.
Passa a maior parte do tempo debaixo do gelo, a profundidades de 550 m onde se alimenta de copépodes e de krill.